# Nils Hagnell
Nils Adolf Hagnell, född 3 maj 1921 i Oscar Fredriks församling i Göteborg, död 12 januari 2001 i Hässelby församling i Stockholm var en svensk skolman och läroboksförfattare.
Nils Hagnell var son till folkskollärarna Axel Hagnell och Maria Hagnell (född Carlsson), bror till landshövding Hans Hagnell samt kusin till professor Olle Hagnell och konstnär Birgitta Hagnell-Lindén. 
Han avlade folkskollärarexamen 1946 i Göteborg och blev filosofie magister vid Stockholms högskola 1950. Under sina studier i Göteborg satt Hagnell även i styrelsen för Göteborgs socialdemokratiska studentförening. Från 1958 fram till pensioneringen 1986 var Hagnell rektor i Alviksskolan i Stockholm. 1964 startade Hagnell Sveriges första gymnasieklasser 
för elever med hörselskador. Hagnell var även ordförande i Sveriges folkskoleförbund och ledamot i Nordiska expertrådet för pedagogik, forskning och försöksverksamhet under 1950- och 1960-talet. Under Hagnells aktiva år skrev han även läroböcker i geografi och historia för grundskolan.
Nils Hagnell var från 1948 gift med Gunhild Brauns (1924–2011), dotter till direktör Gunnar Brauns på Scandinaviska Jutefabriken, kusin till direktör Gunnar O. Westerberg, sondotter till direktör Wilhelm Brauns och dotterdotter till professor Julius Brauns. Nils och Gunhild Hagnell fick barnen Bertil (född 1949), Kerstin (född 1952), Göran (född 1958) och Eva (1964–1965). Nils Hagnell och hustru är begravda i familjegraven på Örgryte gamla kyrkogård i Göteborg.